# Michele Mara
Michele Mara, född den 2 oktober 1903 i Busto Arsizio, död den 18 november 1986 i Milano, var en italiensk landsvägscyklist som var professionell från 1928 till 1936. Hans främsta meriter var en seger i vardera Milano–Sanremo och Lombardiet runt, båda 1930, samt sju etappvinster i Giro d'Italia.

## Meriter
| 1927 Vinnare av Coppa Città di Busto Arsizio 9:a i Lombardiet runt 1928 Vinnare av Coppa Città di Busto Arsizio Vinnare av Coppa del Re 3:a i Giro dell'Emilia 6:a i Giro di Romagna 1930 Vinnare av Lombardiet runt Vinnare av Milano–Sanremo Vinnare av etapperna 1, 9, 10, 12 och 15 i Giro d'Italia Vinnare av Corsa del XX settembre 7:a i Giro di Toscana 1931 Vinnare av etapperna 5 och 9 i Giro d'Italia 2:a i Lombardiet runt 3:a i Tre Valli Varesine 5:a i Milano–Sanremo | 1932 3:a i Milano–Sanremo 3:a i Giro di Campania 3:a i Giro della Provincia Milano med Luigi Barral 6:a totalt i Giro d'Italia 6:a i Lombardiet runt 1933 10:a i Milano–Sanremo 1934 3:a i Due Provincia Messina 6:a i Giro della Provincia Milano med Pietro Rimoldi 8:a i Milano–Sanremo 8:a i Tre Valli Varesine |